# مندوكة رقيقة
مندوكة رقيقة (الاسم العلمي: Manduca jasminearum) (بالإنجليزية: Ash Sphinx)‏ هي نوع من الحشرات تتبع جنس المندوكة من فصيلة عثث أبو الهول.